# Imperator: Rome
Imperator: Rome est un jeu vidéo de grande stratégie développé par Paradox Development Studio. Il est sorti le 25 avril 2019 sur Windows, macOS et Linux.
Le jeu se déroule à l'époque de la République romaine et fait suite au jeu Europa Universalis : Rome, sorti en 2008 dans sa thématique.

## Système de jeu
La chronologie du jeu commence en 450 AUC (304 av. J.-C.) et comprend la période de l’établissement de l’empire romain et les guerres des Diadoques et se termine en 727 AUC (27 av. J.-C.), période de transition entre la République et l'Empire. La carte s’étend de la péninsule Ibérique à l’Inde et comprend plus de 7000 villes,. De même que pour les jeux précédents de Paradox, toutes les nations dans le jeu sont jouables. Le jeu présente une variété de caractéristiques, y compris la gestion du chef de l'État, la population diversifiée, les nouvelles tactiques de combat, les traditions militaires, les différents types de gouvernement, les barbares et les rébellions, le commerce et l’amélioration provinciale,.

## Développement
Le jeu est développé par Paradox Development Studio et créé par Johan Andersson. Le titre a été annoncé le 19 mai 2018. Le jeu est sorti le 25 avril 2019 pour Microsoft Windows, macOS et Linux,. Comme pour les jeux Paradox Development Studio précédents, Imperator: Rome a été construit en utilisant le moteur de jeu Clausewitz, mais avec l’ajout d’un nouveau logiciel connu sous le nom de « Jomini » (nommé d’après le général Antoine-Henri Jomini du XIXe siècle) qui permet de créer plus facilement et plus rapidement des mods.